# Alfred Matt
Alfred Matt (n. 11 mai 1948, Zams, Tirol, Austria) este un schior alpin ce a reprezentat Austria, medaliat olimpic. A participat la o ediție a Jocurilor Olimpice (1968) în care a câștigat o medalie de bronz.

## Participări
Lista de mai jos prezintă principalele competiții la care a participat Alfred Matt de-a lungul carierei.
- ski alpin aux Jeux olympiques d'hiver de 1968 – slalom hommes[*]